# Bahrajnská vlajka

Bahrajnská vlajka
Poměr stran: 3:5

Vlajka Bahrajnu je tvořena listem o poměru stran 3:5 a skládá se z bílého pruhu v žerďové části (1/4 délky listu), který je od červené plochy listu oddělen pěti bílými trojúhelníky, které tvoří pilovitě klikatou čáru (délka zubů je 3/20 délky listu). Bílá barva tak zabírá 32,5 %, červená 67,5 % celkové plochy vlajky.
Červená barva a bílý pruh jsou tradiční pro vlajky zemí v oblasti Perského zálivu. Pět vrcholů trojúhelníků symbolizuje pět pilířů islámu.
Vlajka krále má stejný poměr stran jako vlajka státu. Doplněna je o dva vodorovné, bílé pruhy při horním i dolním okraji, široké 1/6 šířky vlajky. Počet zubů je stejný jako na státní vlajce, šířka zubů je tedy jiná, délka zubů je 1/10 délky listu. V horním rohu je umístěna zlatá koruna orientálního typu (vepsaná do pomyslného čtverce o rozměrech 2/5 šířky červeného pole).

Rozměry bahrajnské vlajky

## Historie
Nejstarší bahrajnské vlajky byly celé červené, ale v 19. století byl přidán bílý pruh jako důkaz příměří s okolními státy a pilovitá čára pro odlišení od sousedů. Původně bylo na vlajce více trojúhelníků (27, později 8), ale v roce 2002 byl jejich počet změněn na pět, aby mohly symbolizovat pět pilířů Islámu.

Bahrajnská vlajka (před 1820) Poměr stran: 1:3
Bahrajnská vlajka (1820–1932) Poměr stran: 1:3
Bahrajnská vlajka (1932–1972) Poměr stran: 9:13
Bahrajnská vlajka (1972–2002) Poměr stran: 3:4, 3:5, 5:8

14. února 2002 oznámil bahrajnský emír šajch Hamad bin Ísá Ál Chalífa změnu státního zřízení z emirátu na království. Královským dekretem č. 1 byl změněn název státu na Království Bahrajn. 16. února byla změněna dekretem č. 4 dosavadní vlajka státu i panovníka. Počet zubů státní vlajky byl dekretem změněn z osmi na pět, a mají symbolizovat pět pilířů (sloupů) islámu. Poměr stran vlajky byl určen na 3:5.

## Vlajka bahrajnského krále
Od roku 2002 je Bahrajn království, král užívá vlastní vlajku.

Vlajka bahrajnského krále Poměr stran: 3:5